# Francisco Fernández-Blanco de Sierra-Pambley
Francisco Fernández Blanco de Sierra–Pambley (Villablino (León), 1827 – Madrid, 1915), hacendado y filántropo, fue el promotor y patrono fundador de la Fundación Sierra-Pambley.

## Biografía
Nacido en Villablino, población de la montaña leonesa, centro de la comarca histórica de Laciana, Provincia de León, hijo de Marcos Fernández Blanco, hacendado hidalgo de la Ribera del Órbigo, y de María de Sierra-Pambley y Álvarez-Brasón, hija de Felipe de Sierra-Pambley, Secretario de Despacho de Hacienda bajo Fernando VII durante el período constitucional entre 1820 y 1823.
Tuvo un hermano, Pedro, y una hermana, Victorina, falleciendo el primero joven, en 1883, como consecuencia de una caída de un caballo, y contrayendo matrimonio la segunda con José de Posada Herrera, tras una frustrada propuesta de matrimonio con un hermano de su madre, Segundo de Sierra-Pambley, tío que permanecerá soltero el resto de su vida, titular de una cuantiosa fortuna que legará, a su muerte, a sus sobrinos Pedro y Francisco, y que acabaría aunando Francisco Fernández Blanco de Sierra-Pambley, tras el fallecimiento de su hermano.
Don Paco, como familiarmente le llamaban sus amigos, nombrado, a sí mismo, de modo profuso como Paco Sierra, era de pequeña estatura, austero y sobrio, con un carácter que combinaba armónicamente la familiaridad y el señorío, de honda raigambre liberal y republicana, habiendo militado desde muy joven en las huestes dirigidas por don Manuel Ruiz Zorrilla, volteriano, de espíritu progresivo y abierto a todos los adelantos e innovaciones tratándose de cosas públicas y generales.
Cursa los estudios de Derecho en la universidades de Valladolid y Madrid, y accede al título de licenciado en esta última en 1850. Considerado afecto a las ideas krausistas, sobre todo en materia pedagógica y educativa, en lo político se le  encuadra en el liberalismo avanzado de la ideología progresista y republicana de Ruiz Zorrilla, como ya se ha dicho, bajo la cual fue diputado a Cortes en las .Legislaturas 1858–1863.
Respecto a sus asuntos personales, conservaba un respeto ciego al pasado, opuesto a todo cambio, por mínimo que fuera, en nada que afectara a lo que había recibido de sus antepasados, y en especial de su tío Segundo, hacia cuya memoria rindió durante toda su vida un verdadero culto. Quizás influido por este tío sufrió una furiosa misoginia que le llevó a permanecer soltero hasta su muerte a los 87 años de edad.

## Patrimonio

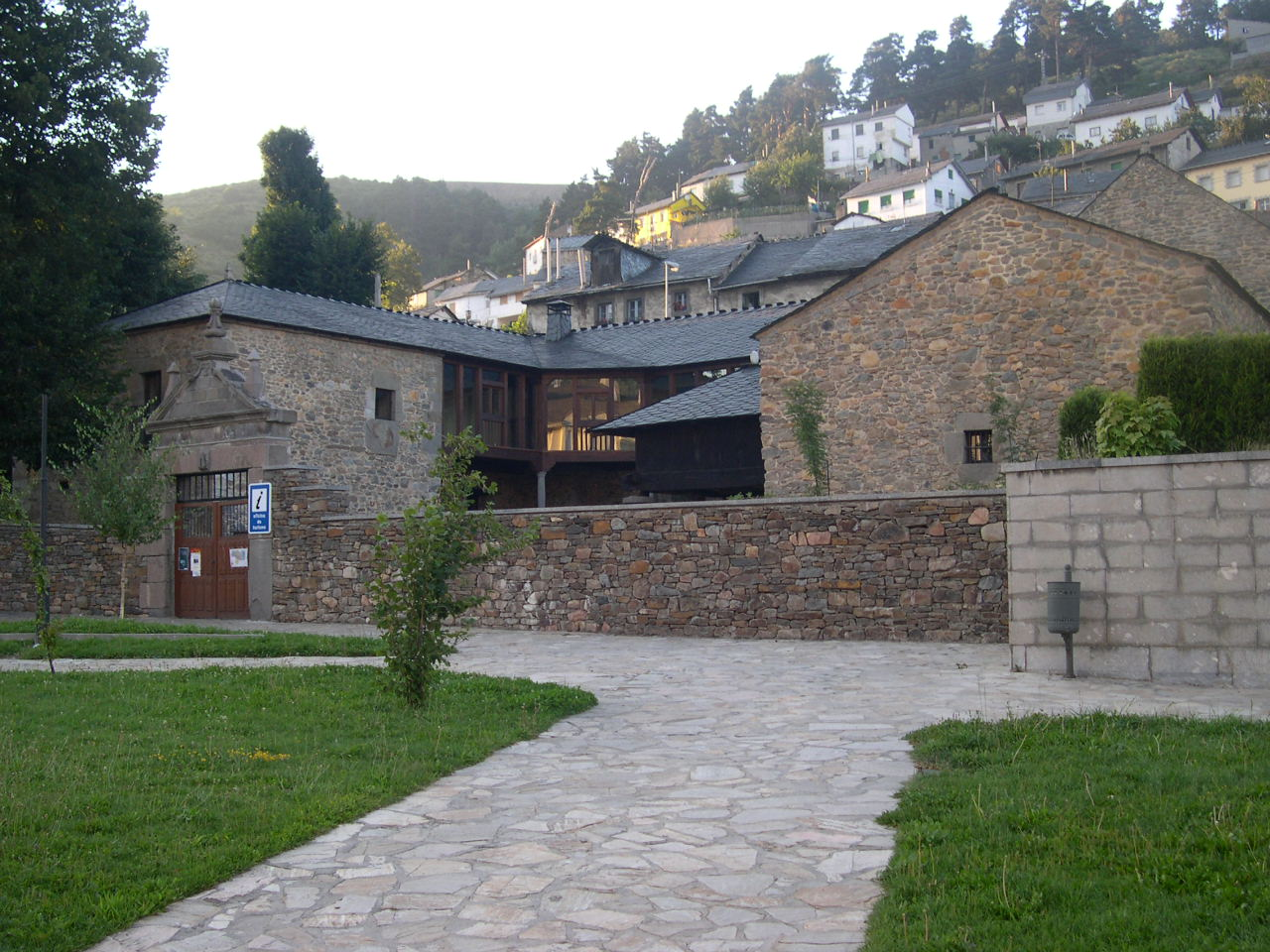
Casa Sierra, en Villablino.

Francisco Sierra aúna, a la muerte de su hermano, el cuantioso patrimonio heredado de su tío Segundo Sierra-Pambley, al que añade el también cuantioso patrimonio paterno, formado por muchos y escogidos valores mobiliarios junto a cuatro casas situadas en Madrid, León, Villablino y Hospital de Orbigo, unos bienes acompañados de una considerable propiedad territorial distribuida en tres áreas, el valle de Laciana y las montañas de Babia, la Ribera del Órbigo, donde radicaba el patrimonio de su familia paterna, y dos espléndidas dehesas en la provincia de Zamora, a orilla del río Esla, cerca del antiguo Monasterio de Moreruela de Távara.
En estas tierras, según la época del año, se sitúa una ganadería compuesta de dos mil cabezas de ganado lanar y una yeguada, encontrándose al pie de Peña Ubiña, en la montaña leonesa, sus «puertos» o pastos de verano, mientras pasaban la invernada en las tierras mesetarias.
Estas propiedades, su normal desarrollo, lo supervisaba don Paco, que pasaba el invierno en su casa de Madrid, viajando en la primavera, cuando llegaba la época del esquileo de las ovejas, a sus dehesas, pasando cuatro semanas instalado en una habitación de la casa de los guardas. Terminado el esquileo, y cuando los rebaños emprendían su marcha hacia los «puertos» de Babia, se instalaba en su casa de Hospital de Órbigo, en la que esperaba su paso hacia las montañas leonesas. El mes de junio lo pasaba en León, y los de julio y agosto en Villablino. En el otoño volvía a hacer, en sentido inverso, el mismo recorrido de la primavera, a saber, León, Hospital de Órbigo, donde veía pasar los rebaños de vuelta a sus pastos de invierno, las dehesas de Zamora hasta que los dejaba instalados en sus apriscos para la invernada, y allá para primeros de noviembre retornaba a su casa de Madrid, coincidiendo con el principio de la temporada de ópera en el Teatro Real, que seguía fielmente, unos viajes que realizaba en coche de caballos (los de León a Villablino y a Hospital de Órbigo, 80 y 40 kilómetros, respectivamente), o en mulo hasta los ochenta añospues, aunque en los últimos años de su vida el automóvil estaba ya incorporado a la vida diaria, nunca quiso utilizarlo para sus viajes.

## Obra cultural
Con el exceso de sus rentas, ya que según su concepción el recurrir al patrimonio heredado era impensable, con ninguna finalidad, fundó cuatro escuelas en la provincia de León y una en la de Zamora, siendo Gumersindo de Azcárate, su amigo de toda la vida, su consejero en todo lo relativo a los aspectos legales de la fundación que daría cobertura formal a esta iniciativa.
Así mismo, y por indicación del mismo Gumersindo de Azcárate, fueron llamados en consulta Francisco Giner de los Ríos y Manuel B. Cossío para todo lo concerniente a los aspectos pedagógicos y educativos.
De este modo, en el año 1886, a la edad de 59 años, crea la primera escuela, en Villablino, una escuela de enseñanza mercantil y agrícola, dedicada a perpetuar la memoria de su tío Segundo de Sierra–Pambley, que dirigió él mismo. Al año siguiente se instituye esta escuela como Fundación benéfico–docente, a cuyo efecto se otorga, el 21 de abril de 1887, la oportuna escritura pública ante notario de Madrid, fijando los bienes muebles e inmuebles que quedaban asignados a la Fundación para el sostenimiento de la escuela, nombrando patronos de la Fundación, en unión del fundador, a Gumersindo de Azcárate y a Manuel B. Cossío.
A esta escuela de Villablino siguieron, diez años más tarde, en 1907, otras cuatro, una en Hospital de Orbigo, de ampliación de instrucción primaria y de agricultura, una escuela industrial de obreros, en León, con una sección de ampliación de instrucción primaria para niños, y dos escuelas de ampliación de instrucción primaria, respectivamente, en Villameca y en Moreruela de Tábara, la última en la provincia de Zamora.
En mayo de 1907, y por escritura pública otorgada ante el notario de Madrid, estas cuatro escuelas se funden con la de Villablino, en una misma Fundación con el mismo nombre «Sierra–Pambley», fundación que es dirigida por un Patronato compuesto de los mismos antiguos patronos designados en 1877, más dos nuevas incorporaciones.
A su muerte, en el año de 1915, el Fundador, Francisco Fernández Blanco de Sierra–Pambley, deja la casi totalidad de su fortuna a la Fundación, lo que representa un incremento muy substancial de sus ingresos, disponiendo que sus tres casas de León, Hospital de Orbigo y Villablino sirvieran de alojamiento a los patronos en las frecuentes visitas que les rogaba hicieran a las escuelas.